# If Tomorrow Never Comes
If Tomorrow Never Comes ist ein Country-Song von Garth Brooks. Geschrieben von Brooks und Kent Blazy, wurde er im August 1989 als zweite Single seines Debütalbums Garth Brooks veröffentlicht. Er erschien auch auf The Hits, The Limited Series und Double Live.  
Das Stück war sein erster Nummer-eins-Hit in den amerikanischen Country-Charts und wurde 1991 bei den American Music Awards als Favorite Country Single ausgezeichnet. Der Song wurde mehrfach von anderen Künstlern gecovert; die bekannteste Version stammt von Ronan Keating, der damit 2002 Platz eins unter anderem in Großbritannien und Österreich belegte.

## Song
Der Song steht in G-Dur, beginnt mit einem Gitarrenintro und wird im weiteren Verlauf immer orchestraler. Der Text handelt von einem Mann, der in der Nacht wachliegt und darüber nachdenkt, was seine Geliebte über ihn denken würde, wenn er am nächsten Tag nicht mehr erwachen würde. Würde sie jemals erfahren, wie sehr er sie geliebthat? Im weiteren Verlauf vergleicht er die Situation mit den Menschen, die er selbst geliebt und verloren hat. Er verspricht sich selbst, dass er ihr jeden Tag sagen wird, wie viel sie ihm bedeutet.

## Hintergrund und Produktion
Garth veröffentlichte folgende Hintergrundinformation zu dem Lied auf dem Einleger der CD The Hits:
„‚If Tomorrow Never Comes‘ will probably always be my signature song.  I ran the idea for this song by what seemed like a thousand writers and no one really seemed to understand what I was looking for.  On the day that Bob Doyle, my co-manager, introduced me to Kent Blazy, I passed this idea by Kent and he had the first verse down within fifteen seconds.  I could tell he just felt it.  Kent Blazy is a wonderful man, full of love and energy, and if we never write again, I hope that we are always friends first.  Thank you Ireland for this moment.“
Übersetzung:
„‚If Tomorrow Never Comes‘  wird wahrscheinlich immer mein Erkennungslied bleiben. Mit der Idee zu diesem Song ging ich zu gefühlt tausend Songschreibern, aber keiner von ihnen verstand, was ich suchte. An dem Tag, an dem mich Bob Doyle, mein Ko-Manager, Kent Blazy vorstellte, erzählte ich diesem von meiner Idee, und er hatte die erste Strophe des Songs nach 15 Sekunden auf dem Papier. Anscheinend spürte er es einfach. Danke, Irland, für diesen Augenblick.“

## Musikvideo
Im Musikvideo sieht man Brooks mit seiner Gitarre in einem dämmrigen Raum sitzen. Neben ihm steht ein Tisch mit einer Lampe. Immer wieder blendet das Video zu einem kleinen Kind über, gespielt von Steve Gatlins Tochter, des Bruders von Larry Gatlin. Das Mädchen verkörpert im Video die Hauptrolle des Songs.

## Chartplatzierungen
If Tomorrow Never Comes stieg am 9. September 1989 in die US-Country-Charts ein und erreichte am 9. Dezember Platz eins. 

### Year-end charts
| Charts (1989)                | Position |
| ---------------------------- | -------- |
| Canada Country Tracks (RPM)  | 48       |
| US Country Songs (Billboard) | 84       |

| Charts (1990)                | Position |
| ---------------------------- | -------- |
| US Country Songs (Billboard) | 75       |